# Кернисон
Кернисон (фр. Cernusson) насеље је и општина у западној Француској у региону Лоара, у департману Мен и Лоара која припада префектури Сомир.
По подацима из 2011. године у општини је живело 310 становника, а густина насељености је износила 36,69 становника/km². Општина се простире на површини од 8,45 km². Налази се на средњој надморској висини од 109 метара (максималној 116 m, а минималној 69 m).

## Демографија
| 1962. | 1968. | 1975. | 1982. | 1990. | 1999. | 2011. |
| ----- | ----- | ----- | ----- | ----- | ----- | ----- |
| 261   | 254   | 236   | 246   | 270   | 279   | 310   |

График промене броја становника у току последњих година